# اعترافات یک متقلب
اعترافات یک متقلب (انگلیسی: Confessions of a Cheat) فیلمی به کارگردانی ساشا گیتری است که در سال ۱۹۳۶ منتشر شد. از بازیگران آن می‌توان به ساشا گیتری و فرئل اشاره کرد.